# 倉賀野郵便局
倉賀野郵便局（くらがのゆうびんきょく）は、群馬県高崎市倉賀野町にある郵便局である。民営化前の分類では無集配特定郵便局であった。

## 概要
住所：〒370-1201 群馬県高崎市倉賀野町1067-9
集配特定郵便局から集配普通郵便局に局種別改定されたが、民営化に先立っての集配拠点再編に伴い、無集配特定郵便局に局種別改定された経緯がある。

### かつて併設していた施設
- かんぽ生命保険群馬支店
群馬県内で唯一の同社直営店であり、同社の直営店のみを併設しゆうちょ銀行の直営店を併設していない、全国でも数少ない無集配郵便局のひとつである。当初は直営店を前橋中央郵便局に設置する計画であったが、集配業務廃止により空いたスペースを有効利用できることから、当局への設置となった。その後、2013年（平成25年）7月16日に高崎市東町に移転した。

## 沿革
- 1872年（明治5年）旧7月 - 倉ヶ野郵便取扱所として開設[1]。
- 1875年（明治8年）1月1日 - 倉ヶ野郵便局（五等）となる。
- 1883年（明治16年）5月 - 為替・貯金業務を開始。
- 19xx年 - 倉賀野郵便局に改称。
- 1955年（昭和30年）9月11日 - 電話通話事務および電報受付・配達事務を除く電気通信業務の取扱を倉賀野電話局に移管[2]。
- 1967年（昭和42年）9月19日 - 和文電報配達業務を藤岡電報電話局、高崎電報電話局および玉村郵便局に移管。
- 2001年（平成13年）8月1日 - 特定郵便局から普通郵便局に局種別改定。
- 2006年（平成18年）10月16日 - 集配業務を高崎郵便局に移管[3]。
- 2007年（平成19年）10月1日 - 民営化に伴い、併設されたかんぽ生命保険群馬支店に一部業務を移管。
- 2012年（平成24年）10月1日 - 日本郵便株式会社発足。
- 2013年（平成25年）7月16日 - かんぽ生命保険群馬支店が当局から高崎市東町に移転[4]。

## 取扱内容

### 倉賀野郵便局
- 郵便、印紙、ゆうパック、内容証明
- 貯金、為替、振替、振込、国際送金、国債
- 生命保険、バイク自賠責保険、がん保険、引受条件緩和型医療保険
- ゆうちょ銀行ATM

## 風景印
風景印（風景入通信日付印）は配備されていない。

## 周辺
- 高崎市役所 倉賀野市民サービスセンター
- JR貨物 高崎操車場
- 倉賀野工業団地
- 群馬南郵便局
- 日本郵便輸送 群馬営業所
- 烏川

## アクセス
- JR高崎線・八高線 倉賀野駅から徒歩約8分
- 高崎市内循環バスぐるりん 倉賀野町停留所下車
- 関越自動車道 高崎ICから南へ、もしくは上信越自動車道 藤岡ICから北西へそれぞれ約5.5km
- 駐車場あり：9台